# Южнорусский горный листок
«Южнору́сский го́рный листо́к» (рус. дореф. Южно-Русский Горный Листокъ, с 1888 года по 1903 года — «Горнозаводской листок», с 1910 года — «Горнозаводско́е де́ло») — отраслевой научно-технический журнал Российской империи. Издавался в Харькове с 1880 года по 1918 год. Первым издателем журнала являлся известный инженер Михаил Яшевский, затем его возглавил инженер Сергей Сучков. С конца 1903 года журнал издавался под общей редакцией Николая фон Дитмара. К 1910 году тираж издания составлял 1,5 тысячи экземпляров:93.

## История

### Создание
Первый номер журнала вышел 1 (14) июля 1880 года в Харькове. Издателем журнала выступил инженер Михаил Яшевский. Инициатива выпуска этого журнала принадлежала Совету Съезда горнопромышленников Юга России. Согласно представлениям, сформулированным создателями издания, целью журнала являлось «служить интересам горной промышленности всей России, стремиться к всестороннему изучению горной и горнозаводской промышленности, её нужд и потребностей, уделяя большое место вопросам технического характера». Журнал позиционировал себя профессиональным отраслевым изданием.
Журнал печатался в харьковской типографии С. К. Счастни:68. Журнал выходил два раза в месяц (1-го и 15-го числа). Итого за год выходило 24 номера внутренним объемом от 1 до 4 печатных листов в формате «4-й доли листа». Всего за период с июля 1880 года по январь 1887 года вышло 156 номеров.
Полугодовая подборка номеров составляла один том. Всего за период издания журнала Яшевским было сформировано 13 томов. Нумерация страниц в рамках тома была сквозной. С 1 (13) января 1886 года на первой странице журнала издатели начали размещать изображение наградной медали Императорского общества сельского хозяйства Южной России.
Подписка на журнал стоила 6 рублей в год, студентам-горнякам делалась скидка. Издание цензурировалось, и выходило после подписи харьковского полицмейстера:74.
Журнал состоял из нескольких отделов: правительственного, технического, экономического, местных новостей. Материалы издания распределялись по шести основным тематическим разделам: 
- Научные и технические статьи;
- Заметки и сообщения по различным отраслям горного дела;
- Статистическая и коммерческая часть горной промышленности;
- Библиография;
- Правительственные распоряжения;
- Торговые и промышленные объявления[3]:74.

В журнале также публиковались приложения, например, стенографические отчеты о работе съездов горнопромышленников Юга России, карты, схемы, технические чертежи:74.
В 1887 году журнал возглавил инженер Сергей Сучков, который руководил изданием до 1903 года.

### Горнозаводский листок
В 1903 году «Южнорусский горный листок» перешел в ведение горнопромышленника Николая фон Дитмара, который принял на себя осуществление общей редакции. Журнал был переименован в «Горнозаводской листок», а в 1910 году — поменял название на «Горнозаводское дело»:93.

### Закрытие
Журнал выпускался до 1918 года, пока не началась Гражданская война, а большевиками не были национализированы предприятия, входившие в состав Совета Съездов горнопромышленников Юга России.